# Erklärung von Alma-Ata (1991)

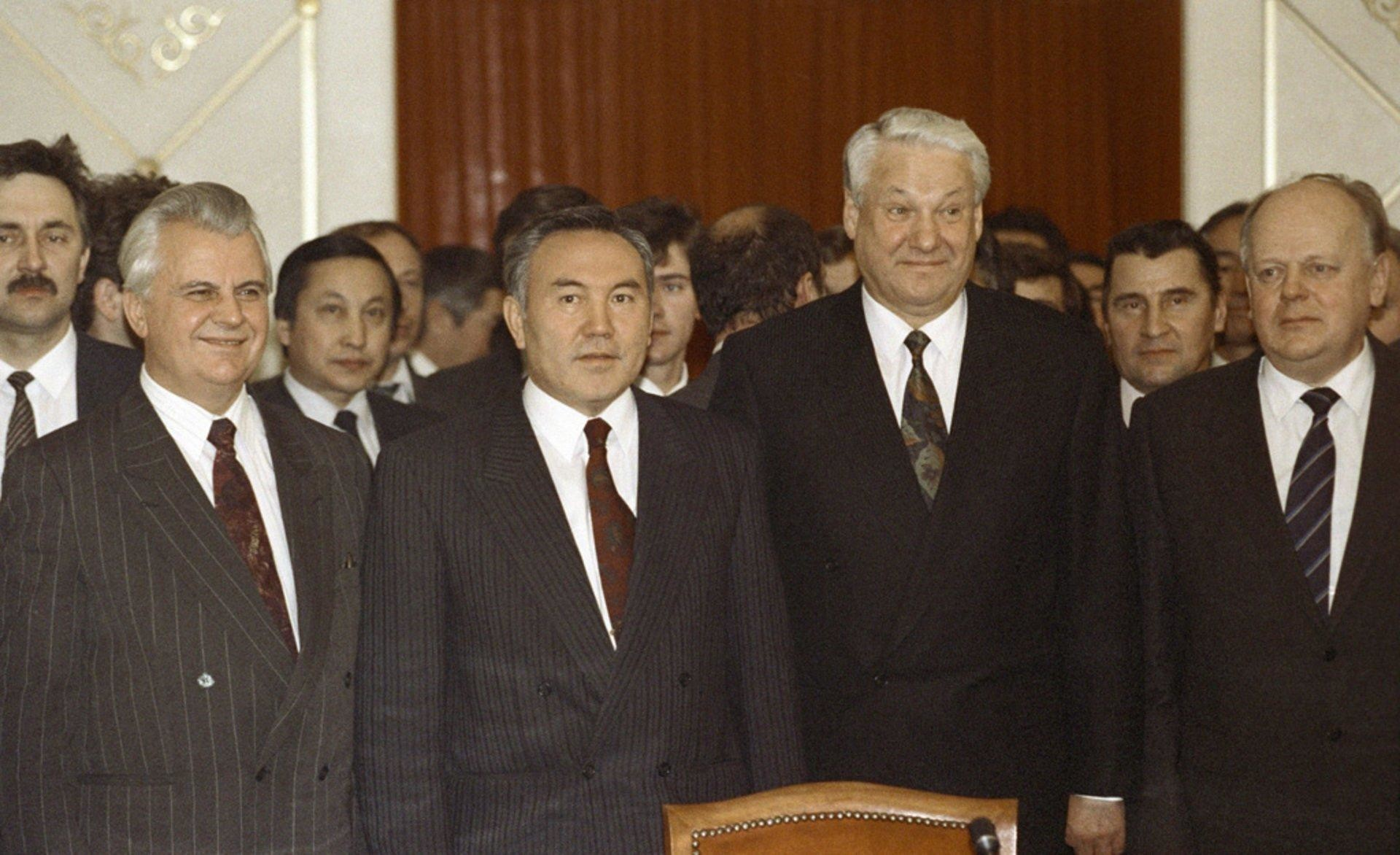
Leonid Krawtschuk, Nursultan Nasarbajew, Boris Jelzin und Stanislaw Schuschkewitsch (von links nach rechts) nach Bekanntgabe der Alma-Ata-Erklärung

Die Erklärung von Alma-Ata von 1991 (auch Alma-Ata-Deklaration genannt; russisch Алма-Атинская декларация) ist die Gründungsurkunde der Gemeinschaft Unabhängiger Staaten (GUS).

## Geschichte
Mit der Alma-Ata-Erklärung vom 21. Dezember 1991 bestätigten die Staatsoberhäupter Russlands und von zehn übrigen Nachfolgerepubliken der Sowjetunion – Armenien, Aserbaidschan, Belarus, Kasachstan, Kirgisistan, Moldawien, Tadschikistan, Turkmenistan, der Ukraine und Usbekistan – in der damaligen Hauptstadt Kasachstans, Alma-Ata (heute: Almaty), die zuvor am 8. Dezember 1991 durch Stanislaw Schuschkewitsch für Belarus, Boris Jelzin für Russland und Leonid Krawtschuk für die Ukraine in den Belowescher Vereinbarungen getroffene Feststellung, dass „die UdSSR als geopolitische Realität … ihre Existenz beendet“ habe und traten der mit Artikel 1 der Belowescher Vereinbarungen gegründeten und bereits aus Russland, Belarus und der Ukraine bestehenden Gemeinschaft Unabhängiger Staaten bei. Die Unterzeichnerstaaten beschlossen zudem, Russland als Nachfolger des sowjetischen Sitzes als ständiges Mitglied im Sicherheitsrat der Vereinten Nationen anzuerkennen.
Die Erklärung von Alma-Ata war insofern eines der letzten wichtigen Ereignisse bei der Auflösung der Sowjetunion und erweiterte die GUS wesentlich. Georgien sowie Estland, Lettland und Litauen unterzeichneten die Deklaration nicht: Die ehemalige Sowjetrepublik Georgien trat vorher aus, indem sie sich bereits am 9. April 1991 für unabhängig erklärte; Vertreter der drei baltischen Staaten waren nicht anwesend, da diese sich nicht als Nachfolgestaaten der UdSSR betrachteten. Georgien nahm an der Konferenz allerdings als Beobachter teil und trat der GUS erst 1993 bei, 2009 aber wieder aus. Die Erklärung wurde vom ukrainischen Parlament, der Werchowna Rada, nicht ratifiziert.

## Wortlaut
Im Fundstellennachweis B des Bundesgesetzblatts der Bundesrepublik Deutschland vom 8. Februar 2006 wird auf die Erklärung auszugsweise wie folgt Bezug genommen:

„Mit der Schaffung der Gemeinschaft Unabhängiger Staaten hört die Union der Sozialistischen Sowjetrepubliken auf zu bestehen.
Die Mitglieder der Gemeinschaft garantieren gemäß ihren verfassungsmäßigen Vorschriften die Erfüllung der internationalen Verpflichtungen, die sich aus den Verträgen und Vereinbarungen der früheren UdSSR ergeben.“